# Phyllolepis
Phyllolepis (từ tiếng Hy Lạp cổ đại φύλλον, phúllon ‘lá’ + λεπίς, lepís ‘vảy’) là chi điển hình của Phyllolepida, một nhóm cá da phiến sống từ thời kì giữa đến cuối kỷ Devon. Chi Phyllolepis được ghi nhận trong địa tầng thuộc tầng Famenne cuối kỷ Devon, chừng 360 triệu năm trước. Hóa thạch của chi này xuất hiện chủ yếu ở châu Âu và Bắc Mỹ. Sự kết thúc của Devonia đã thấy chúng biến mất trong một cuộc tuyệt chủng hàng loạt.
Phyllolepis sống trong môi trường nước ngọt, như sông và suối. Như mọi chi Phyllolepididae cùng họ, Phyllolepis được cho là cá săn mồi mù tầng đáy dò mồi bằng cơ quan cảm giác.